# لكمة المستريح (يهر)

تعديل مصدري - تعديل

لكمة المستريح هي إحدى قرى عزلة يهر بمديرية يهر التابعة لمحافظة لحج، بلغ تعداد سكانها 58 نسمة حسب تعداد اليمن لعام 2004.